# Inga dolichantha
Inga dolichantha är en ärtväxtart som beskrevs av Uribe. Inga dolichantha ingår i släktet Inga och familjen ärtväxter. Inga underarter finns listade i Catalogue of Life.